# Weidlingbach (Gemeinde Klosterneuburg)
Weidlingbach ist ein Ort und eine gleichnamige Katastralgemeinde der Stadt Klosterneuburg in Niederösterreich.

## Geographie
Die straßendorfartige Siedlung liegt am Oberlauf des Weidlingbachs. Der Ort befindet sich auf dem Plateau des Simonsberges zwischen Steinrieglstraße und Sieveringer Straße.
Zur Katastralgemeinde Weidlingbach gehört die Wienerwaldsiedlung Scheiblingstein, am nordwestlichen Rande Wiens, die aus Waldhütten, so genannten Duckhütten hervorgegangen ist. Scheiblingstein hat seinen Namen nach einem römischen Meilenstein, der heute noch einige hundert Meter südöstlich von der Siedlung im Wald eingezäunt steht. Im 16./17. Jahrhundert existierte Scheiblingstein, das damals zum Waldamt Purkersdorf gehörte, nur aus Holzhackerhütten.

## Geschichte
Der Ort ist als eine jungsteinzeitliche Höhensiedlung belegt.
Erstmals wurde der Ort als Weydingpach im Jahr 1366 erwähnt. Früher war Weidlingbach eine Holzfällersiedlung, die noch 1787 aus einer geringen Zahl von Holzhauerhütten bestand. 1669 wurde hier ein stiftlicher Gutshof errichtet. Die Kohlenbrennertätigkeit erreichte im Raum Weidlingbach ein gewaltiges Ausmaß. Dies zeigen etwa auch die Straßenbezeichnungen Vorderer und Hinterer Köhlergraben. Im Jahr 1884 erfolgte der Bau einer Straße nach Weidlingbach.
Laut Adressbuch von Österreich waren im Jahr 1938 in der Ortsgemeinde Weidlingbach sechs Gastwirte, zwei Gemischtwarenhändler, ein Holzhändler, ein Schuster und ein Tischler ansässig.
Heute ist der Ort ein beliebtes Ausflugsziel, nicht zuletzt aufgrund der zahlreichen Waldhütten (z. B. Toiflhütte, Windischhütte, Rieglerhütte und s´Häuserl am Roan). Bekannt ist auch der Autofahrer-Gesundheitsweg bei der Windischhütte.

## Wappen
|  | Die heraldische Beschreibung lautet: Durch einen silbernen Faden schräglinksgeteilt, rechts in Grün ein natürlicher römischer Meilenstein, links in Gold ein grüner Laubbaum. |

Der Meilenstein ist derjenige in Scheiblingstein.
Seit 2014 hat Weidlingbach das offizielle Ortszeichen, das von der Stadt Klosterneuburg genehmigt wurde. Weil der Ortsteil keine Gebietskörperschaft ist, ist es kein Wappen im eigentlichen Sinne, es hat den Charakter eines Logos.

## Sehenswürdigkeiten

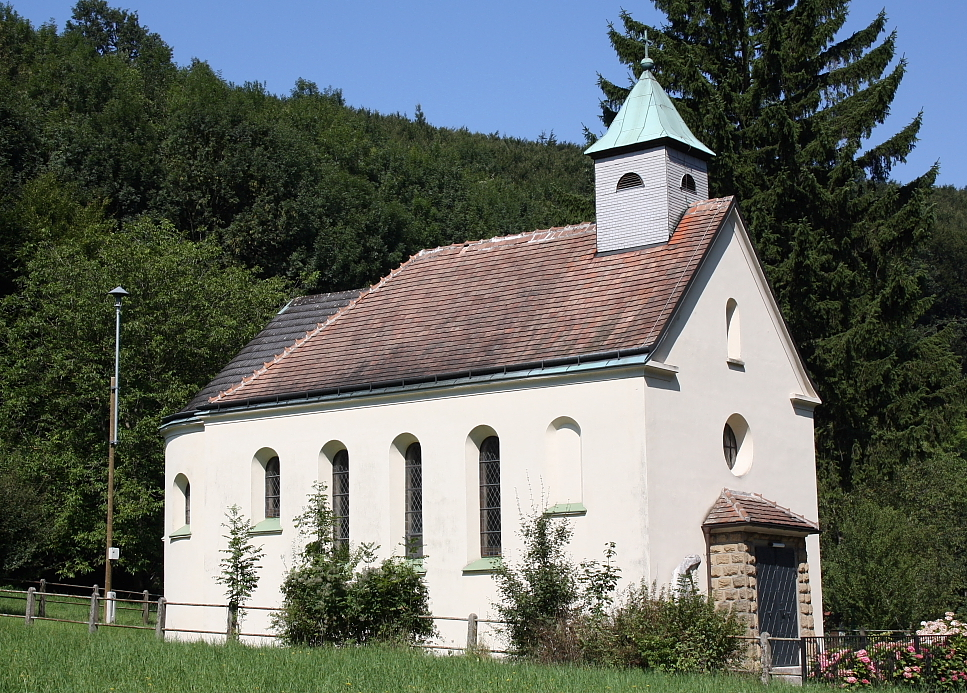
Die denkmalgeschützte Kapelle Mariae Namen in Weidlingbach

- Ortskapelle Mariae Namen: 1932 als Filiale der Pfarrkirche Weidling von Baumeister Josef Schömer errichtet
- Wienerwald-Heldendenkmal: zwölf Meter hoher Zentralbau, Erinnerungsdenkmal für die Gefallenen des Ersten Weltkrieges
- Sankt-Hubertus-Kapelle: in Scheiblingstein, schlichte Ortskapelle, wurde 1954/55 errichtet
- Römerstein